# European Rugby Champions Cup 2014-2015
European Rugby Champions Cup 2014-15 fu la 20ª edizione della massima competizione europea per club di rugby a 15.
Si trattò della prima edizione organizzata da European Professional Club Rugby (EPCR), organismo che sostituì European Rugby Cup (ERC) nell'organizzazione delle coppe europee di club.
Si tenne dal 17 ottobre 2014 al 2 maggio 2015 tra 20 squadre provenienti da Francia, Inghilterra, Galles, Irlanda, Italia e Scozia con un nuovo formato di cinque gironi da quattro squadre ciascuno con passaggio ai quarti della vincitrice di ogni girone più le tre migliori seconde.
Le principali novità introdotte dal nuovo soggetto organizzatore, in cui le leghe avevano più peso delle federazioni a differenza della vecchia ERC, fu la riduzione da 24 a 20 dei club partecipanti e il criterio meritocratico della qualificazione alla competizione: i campionati inglese e francese qualificarono i loro sei migliori club, il Pro12 la migliore classificata di ogni nazione partecipante più le altre tre migliori e, per il primo anno, il ventesimo club provenne da uno spareggio tra le due settime classificate di Premiership e Top 14.
La sede originariamente scelta da ERC per ospitare la finale della competizione avrebbe dovuto essere lo stadio Meazza di Milano; la subentrata EPCR designò altresì lo stadio londinese di Twickenham quale teatro della gara per il titolo.
La prima edizione del rinnovato torneo fu vinta da Tolone, prima équipe ad aggiudicarsi il titolo per tre stagioni consecutive; la finale, tutta francese, vide il club mediterraneo battere i connazionali di Clermont per 24-18.
Il valore delle marcature, come stabilito dall’IRFB nel 1992, era: 5 punti per ciascuna meta (7 se trasformata), 3 punti per la realizzazione di ciascun calcio piazzato, idem per il drop.

## Formula
Le squadre furono ripartite in cinque gironi da quattro squadre ciascuno.
Ai quarti di finale accedettero la prima classificata di ciascuno dei cinque gironi più le tre seconde migliori classificate per punteggio e differenza punti marcati.
Il punteggio ai fini della classifica fu quello a bonus dell'Emisfero Sud, che per ogni partita prevede:
- 4 punti per la vittoria
- 2 punti ciascuno per il pareggio
- 0 punti per la sconfitta
- 1 punto aggiuntivo per la o le squadre che realizzino almeno 4 mete
- 1 eventuale punto per la squadra sconfitta con sette o meno punti di scarto.

Le squadre prime classificate, in ordine decrescente di punteggio in classifica e, a parità di esso, di differenza punti marcati/subiti, occuparono i posti del seeding da 1 a 5; le seconde classificate, ordinate secondo lo stesso criterio, i posti dal 6 all'8.
I quarti di finale videro le squadre con il ranking da 1 a 4 affrontare in gara unica sul proprio campo quelle con seeding rispettivamente da 8 a 5 secondo il seguente ordine:
1. seeding 1 – seeding 8
2. seeding 2 – seeding 7
3. seeding 3 – seeding 6
4. seeding 4 – seeding 5

Le due semifinali furono determinate per sorteggio in gara unica, in sede da stabilire a cura di ERC.
La finale si tenne in gara unica allo stadio di Twickenham di Londra.

## Spareggio anglo-francese
| Arbitro: | John Lacey |

|                                      |      |                                                  |
| Varndell 26’ Johnson 46’ Simpson 61’ | mt   | 10’ Taulafo 31’ Camara 63’ Fillol 73’ Nayacalevu |
| An. Goode 26’, 46’, 61’              | tr   | 10’ Dupuy 63’, 73’ Fillol                        |
| An. Goode 2’, 15’, 80’               | c.p. | 55’ Dupuy                                        |

| Arbitro: | Nigel Owens |

|                  |      |                          |
|                  | mt   | 7’ Varndell 61’ Thompson |
|                  | tr   | 7’, 61’ An. Goode        |
| Plisson 15’, 29’ | c.p. | 35’, 76’ An. Goode       |

## Squadre partecipanti
| Girone A                  | Girone B                 | Girone C                |
| ------------------------- | ------------------------ | ----------------------- |
| Clermont (Francia)        | Castres (Francia)        | Leicester (Inghilterra) |
| Munster (Irlanda)         | Harlequins (Inghilterra) | Scarlets (Galles)       |
| Sale Sharks (Inghilterra) | Leinster (Irlanda)       | Tolone (Francia)        |
| Saracens (Inghilterra)    | Wasps (Inghilterra)      | Ulster (Irlanda)        |

| Girone D                  | Girone E                  |
| ------------------------- | ------------------------- |
| Bath (Inghilterra)        | Benetton (Italia)         |
| Glasgow Warriors (Scozia) | Northampton (Inghilterra) |
| Montpellier (Francia)     | Ospreys (Galles)          |
| Tolosa (Francia)          | Racing Métro 92 (Francia) |

## Fase a gironi

### Girone A
|            | Incontri               |       |
| ---------- | ---------------------- | ----- |
| 18-10-2014 | Sale Sharks - Munster  | 26-27 |
| 18-10-2014 | Saracens - Clermont    | 30-23 |
| 24-10-2014 | Munster - Saracens     | 14-3  |
| 26-10-2014 | Clermont - Sale Sharks | 35-3  |
| 6-12-2014  | Munster - Clermont     | 9-16  |
| 6-12-2014  | Sale Sharks - Saracens | 15-19 |
| 14-12-2014 | Clermont - Munster     | 26-19 |
| 13-12-2014 | Saracens - Sale Sharks | 28-15 |
| 17-1-2015  | Sale Sharks - Clermont | 13-22 |
| 17-1-2015  | Saracens - Munster     | 33-10 |
| 25-1-2015  | Clermont - Saracens    | 18-6  |
| 25-1-2015  | Munster - Sale Sharks  | 65-10 |

#### Classifica
| Pos | Squadra     | G | V | N | P | PF  | PS  | P±   | BP | PT |
| --- | ----------- | - | - | - | - | --- | --- | ---- | -- | -- |
| A1  | Clermont    | 6 | 5 | 0 | 1 | 140 | 80  | 60   | 2  | 22 |
| A2  | Saracens    | 6 | 4 | 0 | 2 | 119 | 95  | 24   | 1  | 17 |
| A3  | Munster     | 6 | 3 | 0 | 3 | 144 | 114 | 30   | 3  | 15 |
| A4  | Sale Sharks | 6 | 0 | 0 | 6 | 82  | 196 | −114 | 2  | 2  |

### Girone B
|            | Incontri              |       |
| ---------- | --------------------- | ----- |
| 17-10-2014 | Harlequins - Castres  | 25-9  |
| 18-10-2014 | Leinster - Wasps      | 25-20 |
| 26-10-2014 | Castres - Leinster    | 16-21 |
| 26-10-2014 | Wasps - Harlequins    | 16-23 |
| 7-12-2014  | Castres - Wasps       | 17-32 |
| 7-12-2014  | Harlequins - Leinster | 24-18 |
| 14-12-2014 | Wasps - Castres       | 44-17 |
| 13-12-2014 | Leinster - Harlequins | 14-13 |
| 17-1-2015  | Harlequins - Wasps    | 3-23  |
| 17-1-2015  | Leinster - Castres    | 50-8  |
| 24-1-2015  | Castres - Harlequins  | 19-47 |
| 24-1-2015  | Wasps - Leinster      | 20-20 |

#### Classifica
| Pos | Squadra    | G | V | N | P | PF  | PS  | P±   | BP | PT |
| --- | ---------- | - | - | - | - | --- | --- | ---- | -- | -- |
| B1  | Leinster   | 6 | 4 | 1 | 1 | 148 | 101 | 47   | 2  | 20 |
| B2  | Wasps      | 6 | 3 | 1 | 2 | 155 | 105 | 50   | 4  | 18 |
| B3  | Harlequins | 6 | 4 | 0 | 2 | 135 | 99  | 36   | 2  | 18 |
| B4  | Castres    | 6 | 0 | 0 | 6 | 86  | 219 | −133 | 1  | 1  |

### Girone C
|            | Incontri             |       |
| ---------- | -------------------- | ----- |
| 18-10-2014 | Leicester - Ulster   | 25-18 |
| 19-10-2014 | Tolone - Scarlets    | 28-18 |
| 25-10-2014 | Ulster - Tolone      | 13-23 |
| 25-10-2014 | Scarlets - Leicester | 15-3  |
| 7-12-2014  | Leicester - Tolone   | 25-21 |
| 6-12-2014  | Ulster - Scarlets    | 24-9  |
| 13-12-2014 | Tolone - Leicester   | 23-8  |
| 14-12-2014 | Scarlets - Ulster    | 22-13 |
| 16-1-2015  | Leicester - Scarlets | 40-23 |
| 17-1-2015  | Tolone - Ulster      | 60-22 |
| 24-1-2015  | Scarlets - Tolone    | 3-26  |
| 24-1-2015  | Ulster - Leicester   | 26-7  |

#### Classifica
| Pos | Squadra   | G | V | N | P | PF  | PS  | P±  | BP | PT |
| --- | --------- | - | - | - | - | --- | --- | --- | -- | -- |
| C1  | Tolone    | 6 | 5 | 0 | 1 | 181 | 89  | 92  | 2  | 22 |
| C2  | Leicester | 6 | 3 | 0 | 3 | 108 | 126 | −18 | 1  | 13 |
| C3  | Ulster    | 6 | 2 | 0 | 4 | 116 | 146 | −30 | 4  | 12 |
| C4  | Scarlets  | 6 | 2 | 0 | 4 | 90  | 134 | −44 | 0  | 8  |

### Girone D
|            | Incontri              |       |
| ---------- | --------------------- | ----- |
| 18-10-2014 | Glasgow - Bath        | 37-10 |
| 19-10-2014 | Tolosa - Montpellier  | 30-23 |
| 25-10-2014 | Bath - Tolosa         | 19-21 |
| 25-10-2014 | Montpellier - Glasgow | 13-15 |
| 5-12-2014  | Montpeliier - Bath    | 5-30  |
| 7-12-2014  | Tolosa - Glasgow      | 19-11 |
| 12-12-2014 | Bath - Montpellier    | 32-12 |
| 13-12-2014 | Glasgow - Tolosa      | 9-12  |
| 18-1-2015  | Glasgow - Montpellier | 21-10 |
| 18-1-2015  | Tolosa - Bath         | 18-35 |
| 25-1-2015  | Bath - Glasgow        | 20-15 |
| 25-1-2015  | Montpellier - Tolosa  | 27-26 |

#### Classifica
| Pos | Squadra          | G | V | N | P | PF  | PS  | P±  | BP | PT |
| --- | ---------------- | - | - | - | - | --- | --- | --- | -- | -- |
| D1  | Bath             | 6 | 4 | 0 | 2 | 146 | 108 | 38  | 3  | 19 |
| D2  | Tolosa           | 6 | 4 | 0 | 2 | 126 | 124 | 2   | 1  | 17 |
| D3  | Glasgow Warriors | 6 | 3 | 0 | 3 | 108 | 84  | 24  | 3  | 15 |
| D4  | Montpellier      | 6 | 1 | 0 | 5 | 90  | 154 | −64 | 2  | 6  |

### Girone E
|            | Incontri                   |       |
| ---------- | -------------------------- | ----- |
| 18-10-2014 | Racing Métro - Northampton | 20-11 |
| 19-10-2014 | Ospreys - Benetton         | 42-7  |
| 25-10-2014 | Northampton - Ospreys      | 34-6  |
| 26-10-2014 | Benetton - Racing Métro    | 10-26 |
| 6-12-2014  | Benetton - Northampton     | 15-38 |
| 6-12-2014  | Ospreys - Racing Métro     | 19-19 |
| 13-12-2014 | Northampton - Benetton     | 67-0  |
| 13-12-2014 | Racing Métro - Ospreys     | 18-14 |
| 18-1-2015  | Ospreys - Northampton      | 9-20  |
| 18-1-2015  | Racing Métro - Benetton    | 53-7  |
| 24-1-2015  | Benetton - Ospreys         | 23-20 |
| 24-1-2015  | Northampton - Racing Métro | 8-32  |

#### Classifica
| Pos | Squadra         | G | V | N | P | PF  | PS  | P±   | BP | PT |
| --- | --------------- | - | - | - | - | --- | --- | ---- | -- | -- |
| E1  | Racing Métro 92 | 6 | 5 | 1 | 0 | 168 | 69  | 99   | 2  | 24 |
| E2  | Northampton     | 6 | 4 | 0 | 2 | 178 | 82  | 96   | 3  | 19 |
| E3  | Ospreys         | 6 | 1 | 1 | 4 | 110 | 121 | −11  | 3  | 9  |
| E4  | Benetton        | 6 | 1 | 0 | 5 | 62  | 246 | −184 | 0  | 4  |

## Seedingdopo la fase a gironi
| Pos | Squadra         | G | V | N | P | PF  | PS  | DP  | BMP | Pt |
| --- | --------------- | - | - | - | - | --- | --- | --- | --- | -- |
| 1   | Racing Métro 92 | 6 | 5 | 1 | 0 | 168 | 69  | +99 | 2   | 24 |
| 2   | Tolone          | 6 | 5 | 0 | 1 | 181 | 89  | +92 | 2   | 22 |
| 3   | Clermont        | 6 | 5 | 0 | 1 | 140 | 80  | +60 | 2   | 22 |
| 4   | Leinster        | 6 | 4 | 1 | 1 | 148 | 101 | +47 | 2   | 20 |
| 5   | Bath            | 6 | 4 | 0 | 2 | 146 | 108 | +38 | 3   | 19 |
| 6   | Northampton     | 6 | 4 | 0 | 2 | 178 | 82  | +96 | 3   | 19 |
| 7   | Wasps           | 6 | 3 | 1 | 2 | 155 | 105 | +50 | 4   | 18 |
| 8   | Saracens        | 6 | 4 | 0 | 2 | 119 | 95  | +24 | 1   | 17 |
| 9   | Tolosa          | 6 | 4 | 0 | 2 | 126 | 124 | +2  | 1   | 17 |
| 10  | Leicester       | 6 | 3 | 0 | 3 | 108 | 126 | −18 | 1   | 13 |

## Play-off
|  | Quarti di finale | Quarti di finale | Quarti di finale |          |          | Semifinali | Semifinali | Semifinali |  |  | Finale | Finale | Finale |  |
|  |                  |                  |                  |          |          |            |            |            |  |  |        |        |        |  |
|  | 2                | Tolone           | 32               |          |          |            |            |            |  |  |        |        |        |  |
|  | 2                | Tolone           | 32               |          |          |            |            |            |  |  |        |        |        |  |
|  | 7                | Wasps            | 18               |          |          |            |            |            |  |  |        |        |        |  |
|  | 7                | Wasps            | 18               |          | Tolone   | Tolone     | 25         |            |  |  |        |        |        |  |
|  |                  |                  |                  |          | Tolone   | Tolone     | 25         |            |  |  |        |        |        |  |
|  |                  |                  | Leinster         | Leinster | 20       |            |            |            |  |  |        |        |        |  |
|  | 4                | Leinster         | Leinster         | Leinster | 20       | 18         |            |            |  |  |        |        |        |  |
|  | 4                | Leinster         |                  |          |          |            |            |            |  |  |        |        |        |  |
|  | 5                | Bath             | 15               |          |          |            |            |            |  |  |        |        |        |  |
|  | 5                | Bath             | 15               |          | Tolone   | Tolone     | 24         |            |  |  |        |        |        |  |
|  |                  |                  |                  |          |          |            |            |            |  |  |        |        |        |  |
|  |                  |                  | Clermont         | Clermont | 18       |            |            |            |  |  |        |        |        |  |
|  | 3                | Clermont         | Clermont         | Clermont | 18       | 37         |            |            |  |  |        |        |        |  |
|  | 3                | Clermont         |                  |          |          |            |            |            |  |  |        |        |        |  |
|  | 6                | Northampton      | 5                |          |          |            |            |            |  |  |        |        |        |  |
|  | 6                | Northampton      | 5                |          | Clermont | Clermont   | 13         |            |  |  |        |        |        |  |
|  |                  |                  |                  |          | Clermont | Clermont   | 13         |            |  |  |        |        |        |  |
|  |                  |                  | Saracens         | Saracens | 9        |            |            |            |  |  |        |        |        |  |
|  | 1                | Racing Métro 92  | Saracens         | Saracens | 9        | 11         |            |            |  |  |        |        |        |  |
|  | 1                | Racing Métro 92  |                  |          |          |            |            |            |  |  |        |        |        |  |
|  | 8                | Saracens         | 12               |          |          |            |            |            |  |  |        |        |        |  |

### Quarti di finale
| Arbitro: | Jérôme Garcès |

|                                      |      |                           |
|                                      | mt   | 20’ G. Ford 46’ S. Hooper |
|                                      | tr   | 47’ G. Ford               |
| Madigan 13’, 24’, 27’, 34’, 38’, 52’ | c.p. | 73’ G. Ford               |

| Arbitro: | John Lacey |

|                                             |      |               |
| Nakaitaci 12’, 30’ Fofana 37’ Abendanon 54’ | mt   | 66’ A. Waller |
| B. James 12’, 30’, 37’, 54’                 | tr   |               |
| B. James 4’, 25’, 46’                       | c.p. |               |

| Arbitro: | Nigel Owens |

|                    |      |                                            |
| Machenaud 26’      | mt   |                                            |
| Machenaud 60’, 70’ | c.p. | 5’, 40+1’ C. Hodgson 47’ Goode 80+1’ Bosch |

| Arbitro: | George Clancy |

|                                       |      |                      |
| Bastareaud 7’ A. Williams 76’         | mt   | 53’, 72’ Helu        |
| Michalak 7’, 76’                      | tr   | 54’ Goode            |
| Michalak 16’, 22’, 27’, 35’, 38’, 68’ | c.p. | 12’, 25’ A. Lozowski |

### Semifinali
| Arbitro: | George Clancy |

|                   |      |                               |
| Fofana 43’        | mt   |                               |
| B. James 43’      | tr   |                               |
| B. James 27’, 75’ | c.p. | 37’ C. Hodgson 67’ O. Farrell |
|                   | drop | 15’ C. Hodgson                |

| Arbitro: | Wayne Barnes |

|                                       |      |                                |
| Habana 90’                            | mt   | 94’ O'Brien                    |
| Halfpenny 90’                         | tr   |                                |
| Halfpenny 5’, 29’, 55’, 67’, 83’, 89’ | c.p. | 8’, 16’, 20’, 69’, 85’ Madigan |

### Finale
| Arbitro: | Nigel Owens |

|                              |      |                          |
| Bastareaud 40’ Mitchell 69’  | mt   | 24’ Fofana 62’ Abendanon |
| Halfpenny 40’                | tr   | 62’ Lopez                |
| Halfpenny 16’, 28’, 32’, 51’ | c.p. | 7’, 12’ Lopez            |